# Episodi di Michael Hayes
La prima e unica stagione della serie televisiva Michael Hayes è andata in onda negli Stati Uniti d'America dal 15 settembre 1997 al 15 giugno 1998.
| nº | Titolo originale        | Titolo italiano | Prima TV USA      | Prima TV Italia |
| -- | ----------------------- | --------------- | ----------------- | --------------- |
| 1  | Episode One (preview)   |                 | 15 settembre 1997 |                 |
| 2  | Pilot                   |                 | 23 settembre 1997 |                 |
| 3  | True Blue               |                 | 30 settembre 1997 |                 |
| 4  | The Doctor's Tale       |                 | 7 ottobre 1997    |                 |
| 5  | Act of Contrition       |                 | 14 ottobre 1997   |                 |
| 6  | Heroes                  |                 | 21 ottobre 1997   |                 |
| 7  | Radio Killer            |                 | 28 ottobre 1997   |                 |
| 8  | Death and Taxes         |                 | 4 novembre 1997   |                 |
| 9  | Slaves                  |                 | 2 dicembre 1997   |                 |
| 10 | The Confidence Man      |                 | 9 dicembre 1997   |                 |
| 11 | Retribution             |                 | 16 dicembre 1997  |                 |
| 12 | Mob Mentality           |                 | 6 gennaio 1998    |                 |
| 13 | Arise and Fall          |                 | 13 gennaio 1998   |                 |
| 14 | Imagine (1)             |                 | 4 marzo 1998      |                 |
| 15 | Imagine (2)             |                 | 11 marzo 1998     |                 |
| 16 | Under Color of Law      |                 | 18 marzo 1998     |                 |
| 17 | Lawyers, Guns and Money |                 | 25 marzo 1998     |                 |
| 18 | Gotterdammerung         |                 | 1º aprile 1998    |                 |
| 19 | Power Play              |                 | 8 aprile 1998     |                 |
| 20 | Devotion                |                 | 1º giugno 1998    |                 |
| 21 | Faith                   |                 | 8 giugno 1998     |                 |
| 22 | Vaughn Mower            |                 | 15 giugno 1998    |                 |